# クィントゥス・フルウィウス・フラックス (紀元前179年の執政官)
クィントゥス・フルウィウス・フラックス（Quintus Fulvius Flaccus、- 紀元前172年）は、紀元前2世紀初頭の共和政ローマの政治家・軍人。紀元前179年に執政官（コンスル）、紀元前174年には監察官（ケンソル）を務めた。

## 出自
フラックスはプレブスのフルウィウス氏族の出身である。フルウィウス氏族は紀元前4世紀の中頃にトゥスクルム（en）からローマに移住し、紀元前322年にはルキウス・フルウィウス・コルウスが氏族最初の執政官となっている。コグノーメン（第三名、家族名）であるフラックスは、フラックスの祖父で紀元前264年に執政官を務めたマルクス・フルウィウス・フラックスから始まる。この長男が執政官を四度も務めたクィントゥス・フルウィウス・フラックスで、本記事のフラックスの父である。兄弟には紀元前180年にトリブヌス・ミリトゥム（高級士官）を務めたマルクス、ルキウス・マンリウス・アキディヌス（紀元前210年の法務官）の養子となったルキウス・マンリウス・アキディヌス・フルウィアヌスがいる。アキディヌス・フルウィアヌスはフラックスと同じ年に、実の兄弟で執政官を務めた。

## 経歴

### 初期の経歴
フラックスの政治歴は紀元前184年に始まり、この年にアエディリス・クルリス（上級按察官）に就任している。同年、法務官ガイウス・デキミウス・フラウスが任期中に死去したため、フラックスは補充法務官選挙への出馬を決意した。本来上級按察官は出馬資格はなかったのだが、彼は民衆の間で人気が高く、勝利の可能性は高かった。執政官ルキウス・ポルキウス・リキヌスはフラックスに出馬しないよう要請したが、フラックスは無視して選挙活動を続けた。結局リキヌスは補充執政官選挙を実施しなかった。
2年後の紀元前182年に、フラックスはついに法務官に就任し、ヒスパニア・キテリオルに派遣された。そこではローマ軍とケルティベリア人が戦っていた。ウルビキュアという街の包囲戦でフラックスは何度かの戦闘で敗北したが撤退はせず、ついにはウルビキュアを奪取した。翌年の紀元前181年にも、フラックスは前法務官として軍を指揮した。年の初め、ケルティベリア人は35,000の軍勢を集めたが、フラックスはアエブラとコントレビアの戦いで勝利し、その後も多くの城塞を占領し、ケルティベリアの大部分を征服した。
フラックスの任期が切れると、彼の部下たちはフラックスと共にヒスパニアにとどまるか、あるいは共にローマに戻ることを期待した。しかし元老院は、長期勤務者あるいは優れた軍功をあげた者のみの帰国を認めただけだった。後任のティベリウス・センプロニウス・グラックス・マイヨルの到着が遅れたため、結局フラックスは紀元前180年になっても軍を率い、ケルティベリアに侵攻して大きな戦闘で敵に勝利した。
同年、死去したガイウス・セルウィリウス・ゲミヌスに代わって、フラックスは神祇官（ポンティフェクス）に就任した。

### 執政官
フラックスは「大いなる栄光につつまれて」ローマに戻った。彼が凱旋式挙行のためにまだ市の外で待機している間に、フラックスは執政官に選出された。同僚のパトリキ（貴族）執政官はルキウス・マンリウス・アキディヌス・フルウィアヌスであったが、両者は実の兄弟だった。古代の歴史家達は、兄弟で執政官に就任することは特異なことだと書いている。執政官に就任しての最初の仕事は、ヒスパニアでの勝利に関してユピテルに感謝することであった。続いて、両執政官はリグリアへ出征した。アキディヌス・フルウィアヌスは特筆すべきことはなさなかったが、フラックスはまたも勝利を得、ある部族を降伏させた。かくしてフラックスは前年に続いて凱旋式を行うが、リウィウスによれば、「この凱旋式は、その勝利の重要性よりも彼に感謝するためのもの信じられてた」。

### その後
紀元前174年、フラックスはケンソル（監察官）に就任する。同僚のパトリキ監察官はアウルス・ポストゥミウス・アルビヌス・ルスクスであった。両者はスキピオ・アフリカヌスの息子であるルキウス・コルネリウス・スキピオとマルクス・コルネリウス・スキピオを含む9人を元老院から除名した。マルクス・アエミリウス・レピドゥスが前回（紀元前174年）に続いて、二度目の元老院筆頭となった。両監察官はローマ市内の道路を黒灰色の石英で、市外の道路を砂利で敷き詰め、道路の脇に一段高くなった歩道を作り、各所に橋を架ける契約を最初に結んだ。フォルムス・ロマヌスから
カピトリヌスの丘に続く坂を石畳で舗装し、トリゲミナ門の外にある市場も舗装し、いくつかのポルティコを建設した。
翌紀元前173年、フラックスはヒスパニアでの誓いを果たすためにフォルトゥナ・エクエストゥリス神殿を建設した。フラックスはローマで最も壮大な神殿にしようと決意し、大理石の瓦で屋根を葺けば神殿の美しさが増すと考えた。この目的のためにブルティウムに下って、ユーノー・レーギーナ神殿の屋根を半分取り壊したが、元老院は憤慨して取り外した大理石の板を送り返すように命令した。
紀元前172年、イリュリアに仕えていた息子の一人が死亡し、もう一人も危篤となった。これを知ったフラックスは恐怖と悲しみのために寝室で首を吊った（ウァレリウス・マクシムスは、「悲劇の中で希望を失った」と簡単に書いている）。フラックスはユーノー・レーギーナの怒りによって気が狂ったのだとの噂が、ローマに広がった。

## 子孫
カピトリヌスのファスティでは、紀元前135年の執政官セルウィウス フルウィウス・フラックスの祖父をクィントゥスとしているが、これはフラックスのことと思われる。

## 参考資料

### 古代の資料
- ウァレリウス・マクシムス『有名言行録』
- ウェッレイウス・パテルクルス『ローマ世界の歴史』
- ティトゥス・リウィウス『ローマ建国史』
- 大プリニウス『博物誌』

### 研究書
- Broughton T. Magistrates of the Roman Republic. - N. Y. , 1951. - Vol. I. - P. 600.
- Münzer F. Fulvius // RE. - 1910. - Bd. VII, 1. - Kol. 229.
- Münzer F. Fulvius 61 // RE. - 1910. - Bd. VII, 1. - Kol. 246-248.